# 1196 Sheba
1196 Sheba este un asteroid din centura principală, descoperit pe 21 mai 1931, de Cyril Jackson.